# Federico Videla Escalada
 Federico Nicolás Videla Escalada  (Buenos Aires, Argentina, 6 de febrero de 1918 – ibídem, 4 de marzo de 2007) fue un abogado argentino que fue designado por la dictadura autodenominada Proceso de Reorganización Nacional como ministro de la Corte Suprema de Justicia.

## Estudios universitarios
Federico Nicolás Videla Escalada, tal su nombre de bautismo, estudió en la Facultad de Derecho de la Universidad de Buenos Aires donde se recibió de abogado en 1934 con Diploma de Honor y obtuvo el título de doctor en Jurisprudencia en 1948 con una tesis sobre El Derecho Aeronáutico rama autónoma de las ciencias jurídicas, calificada como sobresaliente.

## Docente y académico
En la Facultad de Derecho de Buenos Aires fue nombrado profesor adjunto de Derecho Civil en 1956, se desempeñó como titular de esa cátedra entre 1961 y 1973 y fue designado vicedecano en 1966.
En la Facultad de Ciencias Jurídicas y Sociales de la Universidad Nacional de La Plata fue profesor de Derecho aeronáutico y también fue docente en el Instituto de Derecho Aeronáutico. 
En la Facultad de Ciencias Jurídicas de la Universidad del Salvador fue profesor de Derecho aeronáutico y decano entre 1968 y 1971.
En la Academia Nacional de Derecho y Ciencias Sociales de Buenos Aires fue designado académico titular  el 30 de noviembre de 1972 y, más adelante, subdirector del Instituto de Derecho Internacional y de la Navegación; también fue elegido  Secretario  en 1977 y de 1986 a 1989 y Presidente por el período 1989-1992.

## Actuación en política
En 1955 fue secretario de la Comisión de Reorganización de la Justicia que asesoraba a la Revolución Libertadora. En 1957  presidió la Convención Nacional del Partido Demócrata Cristiano. Entre 1953 y 1963 presidió la Confederación Argentina de Congregaciones Marianas.

## Juez de la Corte Suprema de Justicia
El 2 de abril de 1976 fue designado juez por el dictador Jorge Rafael Videla para integrar la Corte Suprema de Justicia de la Nación y  compartió el Tribunal con Abelardo Rossi, Alejandro Caride, Adolfo Gabrielli y Horacio H. Heredia. Renunció al cargo en diciembre de 1976.
A partir de allí ejeció la abogacía en forma privada.

## Fallecimiento
Federico Videla Escalada falleció en Buenos Aires el 4 de marzo de 2007.

## Condecoraciones
En 1953 el papa Pío XII le nombró comendador de la Orden de San Gregorio Magno.
En 1970  Brasil lo condecoró con la medalla al Mérito Aeronáutico.
En 1986 recibió el Premio Konex de Platino en Derecho Civil e Internacional.

## Obras
- Derecho aeronáutico (4 volúmenes)
- Las sociedades civiles
- La causa final en el Derecho Civil
- la interpretación de los contratos civiles
- Fundamente jurídico de la representación proporcional
- El derecho a nacer